# Naomi McDuffie
Naomi McDuffie, también conocida como Powerhouse, es una superheroína ficticia que aparece en los medios publicados por DC Comics.  El personaje fue creado por el escritor Brian Michael Bendis para su sello Wonder Comics, junto con el escritor David F. Walker y el artista Jamal Campbell. El nombre del personaje es en parte un tributo al escritor y creador de cómics Dwayne McDuffie, un artista reconocido por su dedicación a la inclusión y la diversidad.
El personaje hará su debut en vivo en la serie homónima de The CW, interpretada por Kaci Walfall.

## Historia de publicación
Naomi McDuffie fue creada por los escritores Brian Michael Bendis y David F. Walker, con ilustraciones de Jamal Campbell. El apellido del personaje de McDuffie fue entregado como un tributo al difunto dibujante de cómics Dwayne McDuffie, cuya propia carrera como escritor se centró en las minorías subrepresentadas en los cómics estadounidenses.

## Biografía ficticia

### Origen
En un universo alternativo en el Multiverso DC, la degradación de la capa de ozono de la Tierra expuso la superficie de la Tierra a un tipo de energía radiactiva previamente desconocida, lo que provocó que 29 personas al azar en todo el planeta desarrollaran poderes divinos. Algunas de estas personas buscaron gobernar el mundo con sus nuevos poderes, mientras que otras se opusieron a esto, lo que llevó a una guerra cataclísmica entre estos metahumanos. Un mes después, catorce de los metahumanos estaban muertos y otros siete abandonaron el planeta, quedando solo ocho. Naomi es la primera hija de dos de estos metahumanos. El más malvado de los 29 metahumanos originales, un criminal llamado Zumbado que estaba a punto de ser ejecutado cuando obtuvo sus poderes, trató de matar a la bebé Naomi, por lo que sus padres la enviaron a Tierra-0 por su seguridad, pero murieron en la batalla haciéndolo. La bebé terminó en una pequeña ciudad de Oregón, donde un residente de la ciudad que fue testigo de su llegada, un hombre que en realidad era un ex soldado ranniano y había adoptado el nombre de Greg McDuffie, la adoptó.
Naomi vivió una vida bastante normal en su ciudad natal, criada por Greg y su esposa humana, quienes sabían todo sobre los secretos extraordinarios de su marido, hasta que un día Superman se estrelló en el centro de la ciudad en una batalla contra Mongul: esto hizo que un par de ciudadanos hablaran sobre  rumores de una época anterior en la que la ciudad tuvo un encuentro con seres de otro mundo. Al enterarse de que la fecha del incidente también era el día en que fue adoptada, Naomi comenzó a cuestionar si tenía una conexión con los superhéroes y comenzó a investigar sus orígenes.
Greg luego le reveló sus propios orígenes a Naomi antes de contarle sobre su llegada a la Tierra-0, y le dio a Naomi un dispositivo que encontró con ella, que contenía un mensaje de su madre biológica y despertó sus superpoderes. Poco después, llegó Zumbado y se llevó a Naomi a su mundo original, que ahora estaba devastado bajo el gobierno de este. Naomi luchó contra Zumbado para vengar a sus padres biológicos, y solo logró escapar de regreso de Tierra-0 por poco.
Después de estos eventos, Naomi voló a Metrópolis y conoció a Superman y Batman. Más tarde se unió a la recientemente reformada Justicia Joven.

### Frontera Infinita
Tras los eventos de Dark Nights: Death Metal, Naomi se unió a la Liga de la Justicia, antes de que Aquaman le diera el nombre en clave Powerhouse.

## Poderes, habilidades y equipamiento
Naomi tiene una tremenda cantidad de un tipo desconocido de energía dentro de su cuerpo. Puede disparar poderosas ráfagas de energía de sus manos. Esta energía la hace súper fuerte y súper duradera, y le permite volar. También puede manifestar un traje negro y dorado alrededor de su cuerpo.

## En otros medios
En diciembre de 2020, The CW anunció que estaba desarrollando una serie de televisión en imagen real basada en el personaje. Kaci Walfall fue elegida para interpretar a Naomi McDuffie en marzo de 2021. En mayo, The CW puso la serie en orden. Esta versión de Naomi es inicialmente una fanática de Superman que vive en el mundo real, que se ve atraída lentamente al Universo DC a medida que desarrolla superpoderes. El 12 de mayo de 2022, The CW canceló la serie después de una temporada.